# Nghiên cứu tái sử dụng thuốc COVID-19
Tái định vị thuốc (còn gọi là tái sử dụng thuốc) - điều tra các loại thuốc hiện có cho mục đích điều trị mới - là một trong những nghiên cứu khoa học được thực hiện để phát triển các phương pháp điều trị COVID-19 an toàn và hiệu quả. Các hướng nghiên cứu khác bao gồm phát triển vắc-xin COVID-19.
Một số loại thuốc kháng vi-rút hiện có, được phát triển hoặc sử dụng trước đây để điều trị hội chứng hô hấp cấp tính nặng (SARS), hội chứng hô hấp Trung Đông (MERS), HIV/AIDS và sốt rét, đang được nghiên cứu như phương pháp điều trị COVID-19, với một số thử nghiệm lâm sàng.
Trong một tuyên bố với tạp chí Công nghệ sinh học tự nhiên vào tháng 2 năm 2020, giám đốc bộ phận sinh thái virus của Viện sức khỏe quốc gia Hoa Kỳ Vincent Munster nói: "Bố cục gene  nói chung và động lực nhân rộng chung và sinh học của MERS, SARS và [SARS-CoV-2 ] virus rất giống nhau, vì vậy các loại thuốc thử nghiệm nhắm vào các phần tương đối chung của các coronavirus này là một bước đi hợp lý ".

## Tái sử dụng thuốc
Tái định vị thuốc (còn được gọi là tái sử dụng thuốc, tái cấu hình, tái sử dụng hoặc chuyển đổi trị liệu) là việc tái sử dụng một loại thuốc đã được phê duyệt để điều trị bệnh khác hoặc tình trạng y tế khác.
Sử dụng lại các loại thuốc đã được phê duyệt có những lợi ích sau:
- Phê duyệt lập pháp và phê duyệt y tế nhanh hơn [cần dẫn nguồn]
- Tái sử dụng thông tin hiện có của tài liệu khoa học về thuốc này (đặc biệt là chống chỉ định và tương tác thuốc) [cần dẫn nguồn]

## Nghiên cứu

### Chloroquine
Chloroquine là một loại thuốc chống sốt rét cũng được sử dụng để chống lại một số bệnh tự miễn dịch. Vào ngày 18 tháng 3, WHO đã thông báo rằng chloroquine và hydroxychloroquine có liên quan sẽ nằm trong số bốn loại thuốc được nghiên cứu như một phần của thử nghiệm lâm sàng Thống nhất. Thống đốc New York Andrew Cuomo tuyên bố rằng các thử nghiệm chloroquine và hydroxychloroquine của bang New York sẽ bắt đầu vào ngày 24 tháng 3.

### Favipiravir
Các thử nghiệm lâm sàng của Trung Quốc tại Vũ Hán và Thâm Quyến tuyên bố cho thấy favipiravir, "rõ ràng có hiệu quả". Một quan chức y tế công cộng Nhật Bản cho biết loại thuốc này có thể kém hiệu quả trong trường hợp bệnh nặng.
Vào ngày 22 tháng 3 năm 2020, Ý đã phê duyệt loại thuốc này để sử dụng thử nghiệm chống lại COVID-19 và bắt đầu tiến hành thử nghiệm ở ba khu vực bị ảnh hưởng nhiều nhất bởi căn bệnh này. Cơ quan Dược phẩm Ý nhắc nhở công chúng rằng các bằng chứng hiện có trong việc hỗ trợ thuốc là rất ít và sơ bộ.

### Interferon beta
Một công ty của Anh đã bắt đầu tiến hành thử nghiệm trên IFN-β, một loại thuốc ban đầu được phát triển để điều trị phổi tắc nghẽn mạn tính.

### Lopinavir/ritonavir
Một nghiên cứu về lopinavir/ritonavir (Keletra), một sự kết hợp giữa thuốc chống siêu vi lopinavir và ritonavir, đã kết luận rằng "không có lợi ích nào có thể quan sát được". Các loại thuốc được thiết kế để ức chế HIV nhân lên bằng cách liên kết với protease. Một nhóm các nhà nghiên cứu tại Đại học Colorado đang cố gắng sửa đổi các loại thuốc để tìm ra một hợp chất sẽ liên kết với protease của COVID-19.
Có những lời chỉ trích trong cộng đồng khoa học về việc hướng các nguồn lực vào việc tái sử dụng các loại thuốc được phát triển đặc biệt cho HIV/AIDS, vì không chắc là một loại thuốc được phát triển đặc biệt chống lại HIV sẽ có tác dụng đối với một loại virus rất khác nhau (nhiều khả năng là thuốc chống vi rút đa năng sẽ hoạt động). WHO bao gồm lopinavir/ritonavir trong thử nghiệm Đoàn kết quốc tế.

### Remdesivir
Bệnh viện Đại học Cleveland bắt đầu tiến hành hai thử nghiệm lâm sàng cho remdesivir, một cho những người bị bệnh vừa và một cho những người bị bệnh nặng hơn. Viện Feinstein của hệ thống Y tế Northwell hợp tác với Gilead Science về các thử nghiệm lâm sàng giai đoạn III cho remdesivir.

### Vitamin C tiêm tĩnh mạch
Có ba thử nghiệm lâm sàng liên tục về vitamin C tiêm tĩnh mạch cho những người nhập viện và bị bệnh nặng với COVID-19; hai giả dược được kiểm soát (Trung Quốc, Canada) và một không có kiểm soát (Ý). Một đánh giá về quản lý vitamin C cho bệnh nhân bị bệnh nghiêm trọng (bỏng, chấn thương, nhiễm trùng huyết) đã báo cáo xu hướng giảm tỷ lệ tử vong khi tiêm đơn trị liệu bằng vitamin C tiêm tĩnh mạch, liều cao. Vitamin C tiêm tĩnh mạch đạt được hàm lượng mô và huyết tương cao hơn nhiều so với vitamin C. tiêu thụ qua đường uống 

### Azithromycin
Tiểu bang New York đã bắt đầu thử nghiệm azithromycin vào ngày 24 tháng 3.

### Ciclesonide
Trung tâm Y tế và Sức khỏe Toàn cầu (NCGM) của Nhật Bản đang lên kế hoạch thử nghiệm lâm sàng cho Teijin Alvesco (ciclesonide), một loại thuốc corticosteroid dạng hít để điều trị hen suyễn, để điều trị cho các bệnh nhân tiền triệu chứng nhiễm coronavirus mới.